# Karin Zeitler
Karin Zeitler (* 6. Juli 1953 in Saal an der Donau) ist eine deutsche Politikerin (Bündnis 90/Die Grünen).
Die in Duisburg lebende Diplom-Sozialwissenschaftlerin Zeitler arbeitete an der Volkshochschule Duisburg im Bereich der Frauenbildung und arbeitete in der Duisburger Kollektivkneipe Finkenkrug. Im Jahr 1976 begann sie in den hochschulpolitischen Gruppen SHG und SB, Basis- und Frauengruppen mitzuarbeiten. 1979 wurde sie Mitglied der Partei Die Grünen. Sie betrat bei der Bundestagswahl 1983 für die Grünen auf der Landesliste Nordrhein-Westfalen an, war jedoch erfolglos. Am 3. April 1985 ersetzte sie durch das Rotationsprinzip das Mandat von Antje Vollmer und gehörte dem Bundestag bis zum Ende der Wahlperiode 1987 an. Zeitler ist ledig und hat ein Kind.